# Phobolosia medialis
Phobolosia medialis är en fjärilsart som beskrevs av George Francis Hampson 1918. Phobolosia medialis ingår i släktet Phobolosia och familjen nattflyn. Inga underarter finns listade i Catalogue of Life.